# 미스 유니버스 2022
제71회 미스 유니버스 2022 대회는 2023년 1월에 미국 루이지애나 주 뉴올리언스 에서 개최되었다. 미국 루이지애나주에서 열린 첫 대회이다. 2021 우승자 하르나즈 산두가 2022 미스 유니버스 우승자 르 보니 가브리엘에게 왕관을 물려주었다.

## 위치 및 날짜
2022년 9월 푸에르토 리코 신문 El Vocero는 2022년 11월과 12 월에 2022 년 FIFA 월드컵과의 날짜 충돌 가능성으로 인해 2022 년 미스 유니버스 판이 2023 년 1/4 분기에 개최 될 것이라는 이메일을 국가 이사들에게 보냈다고 보도했다. El Vocero는 또한 미국의 로스앤젤레스, 마이애미, 뉴올리언스와 베트남의 나트랑이 잠재적인 개최 도시로 간주된다고 보고했다.
9 월 말, 미스 유니버스기구 (MUO) 회장 폴라 슈가트 (Paula Shugart)는 ABS-CBN 뉴스 및 시사와의 인터뷰에서 미인 대회가 2023년 1월에 개최 될 것이라고 말하면서 연기 이유가 2022 FIFA 월드컵과의 잠재적 충돌을 피하기 위해서임을 확인했다. Shugart는 또한 개최 도시가 다음 주에 발표될 가능성이 있음을 확인했다. 9월 19일, MUO는 미인 대회가 2023년 1월 14일 루이지애나주 뉴올리언스의 뉴올리언스 모리얼 컨벤션 센터에서 열릴 것이라고 발표했다. 미인 대회 역사상 네 번째로 해당 행사가 상대 연도가 끝난 후 개최된다. 이것은 이전에 2014년, 2016년 및 2020년 판에서 발생했으며 모두 다음 해에 발생했다.

### 특별상
| 특별상                | 참가자                                        |
| --------------------- | --------------------------------------------- |
| 미스 선천성           | - 칠레 – 소피아 데파시에 - 몰타 – 맥신 포모사 |
| 사회적 영향 상        | - 태국 – 안나 수앙감 이암                     |
| 스피릿 오브 카니발 상 | - 우크라이나 – 빅토리아 아파나센코            |
| 수영복 케이프 투표    | - 베트남 – 응우옌 톤 응옥 차우                |

## 결과

### 최종 결과

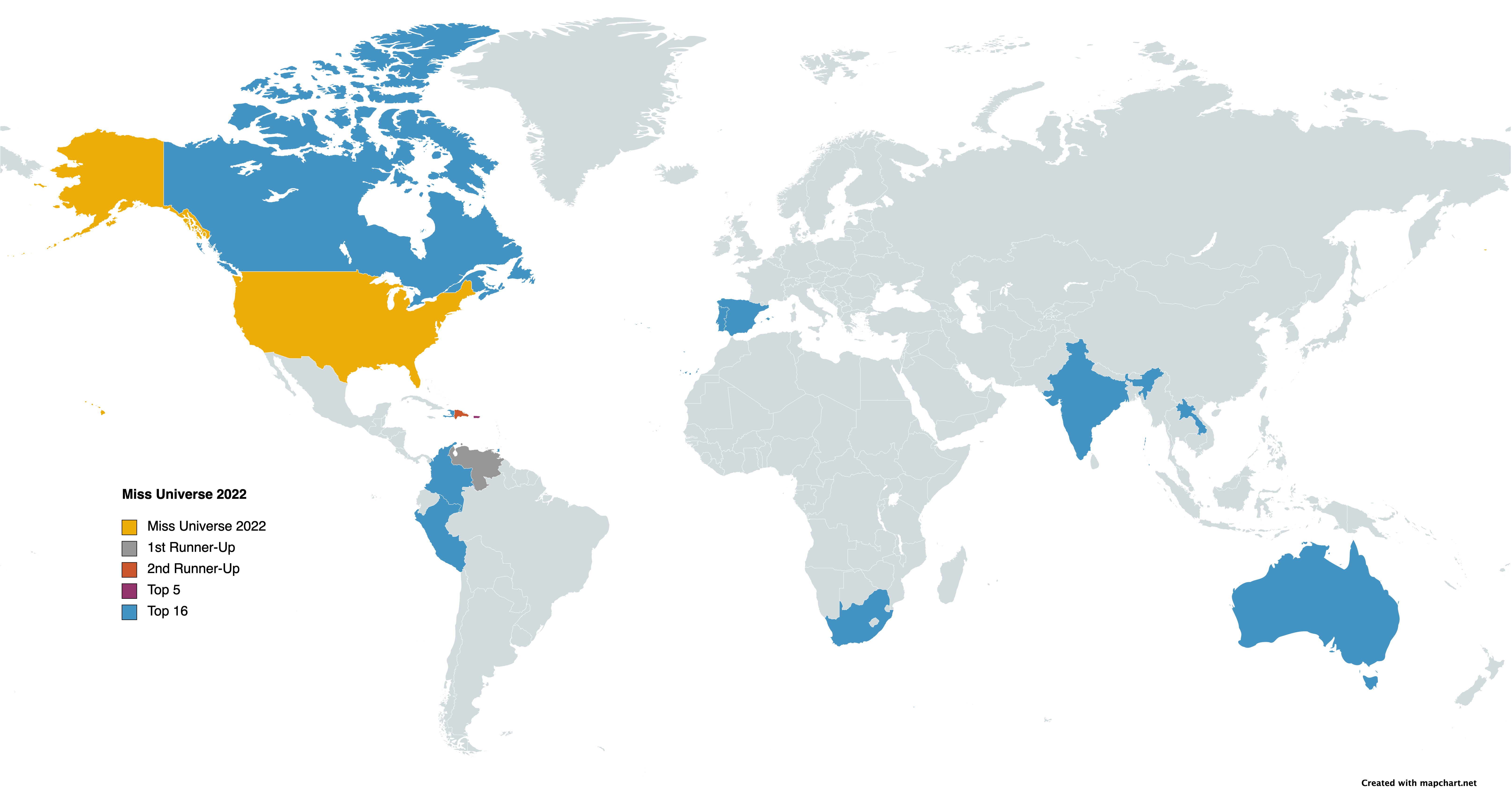
Final Results of Miss Universe 2022

| 득점결과           | 참가자 |
| ------------------ | --- |
| 미스 유니버스 2022 | - 미국 – 르 보니 가브리엘 |
| 2위                | - 베네수엘라 – 아만다 두다멜 |
| 3위                | - 도미니카공화국 – 안드레이나 마르티네스 |
| Top 5(상위 5)      | - 퀴라소 – 가브리엘라 도스 산토스 - 푸에르토리코 – 애슐리 카리뇨 |
| Top 16             | - 호주 – 모니크 라일리 - 캐나다 – 아멜리아 투 - 콜롬비아 – 마리아 페르난다 아리스티자발 - 아이티 – 미델린 펠리조르 - 인도 – 디비타 라이 - 라오스 – 파옌사 로르 § - 페루 – 알레시아 로베뇨 - 포르투갈 – 텔마 마데이라 - 남아프리카 공화국 – 은다비 노케리 - 스페인 – 알리시아 포벨 - 트리니다드 토바고 - 티아 자네 라미 |

§ – 시청자가 상위 16위 안에 들게 되었다.

## 선발위원회
- 히메나 나바레테 : 멕시코 배우, 모델, 텔레비전 진행자, 미스 유니버스 2010
- 빅 프레디아 – 바운스 음악의 대중화에 기여한 미국 래퍼이자 연주자
- 마라 마틴 - 미국 모델이자 바이랄 미디어 PR의 공동 설립자
- 웬디 피츠윌리엄: 트리니다드의 배우, 모델, 변호사, 미스 유니버스 1998
- 에밀리 오스틴: 미국의 배우, 스포츠 저널리스트, 모델, 소셜 미디어 인플루언서
- 올리비아 퀴도 – O Skin Med Spa의 CEO 겸 설립자
- 미르카 델라노스: 미국의 텔레비전 및 라디오 진행자, 저널리스트, 작가, 사교계 명사
- 스웨타 파텔 – 저자, Forbes 위원회 위원 및 Healveda 설립자
- 올리비아 조던: 미국의 배우, 모델, 텔레비전 진행자, 2015년 미스 USA (예비 심사위원만)
- 카틀린 벤텔라 — Impact WayV 의 최고 마케팅 책임자 (예비 심사위원만)